# Ле Балце (Леко)
Ле Балце је насеље у Италији у округу Леко, региону Ломбардија.
Према процени из 2011. у насељу је живело 360 становника. Насеље се налази на надморској висини од 392 м.